# Filippo Azzaiolo
Filippo Azzaiolo (Bologna, fra il 1530 e il 1540 – dopo il 1570) è stato un compositore italiano.

## Biografia
Compositore noto per le sue Villotte, ovvero brani polifonici profani a 3 o 4 voci pari o miste, dedicati all'intrattenimento leggero e popolare. Le Villotte, originarie quasi certamente del Friuli o del Veneto, erano spesso legate a temi e modi locali, per cui si distinguevano villotte furlane, veneziane, napoletane, padovane, mantovane, bergamasche, etc.
L'Azzaiolo è soprattutto conosciuto per la raccolta in tre libri "Le Villotte del Fiore", giunta sino a noi. I tre libri comparvero in sequenza fra il 1560 e il 1570, ma solo il terzo fu pubblicato con la firma dell'Azzaiolo.
Fu famosissimo al suo tempo per la freschezza delle sue composizioni e per la loro vasta diffusione, specie nell'Italia settentrionale.
Poiché nelle sue villotte il canto prevale sulla struttura armonica e contrappuntistica, che rimane assai elementare, egli contribuì non poco a "svecchiare" la polifonia, che tendeva a divenire troppo "dotta". Ebbe pertanto un'influenza benefica su diversi compositori che seguirono, come ad esempio il Banchieri. Comunque, assai poco della sua vita ci è giunto con certezza.